# ريتشارد ماديلي
ريتشارد ماديلي (بالإنجليزية: Richard Madeley)‏ صحفي ومقدم برامج وكاتب إنجليزي، من مواليد 13 ماي 1956. وهو متزوج من مقدمة البرامج والكاتبه جودي فينيغان، منذ 1986.

## روابط خارجية
- ريتشارد ماديلي على موقع IMDb (الإنجليزية)
- ريتشارد ماديلي على موقع ميوزك برينز (الإنجليزية)
- ريتشارد ماديلي على موقع قاعدة بيانات الفيلم (الإنجليزية)